# Soldador elèctric

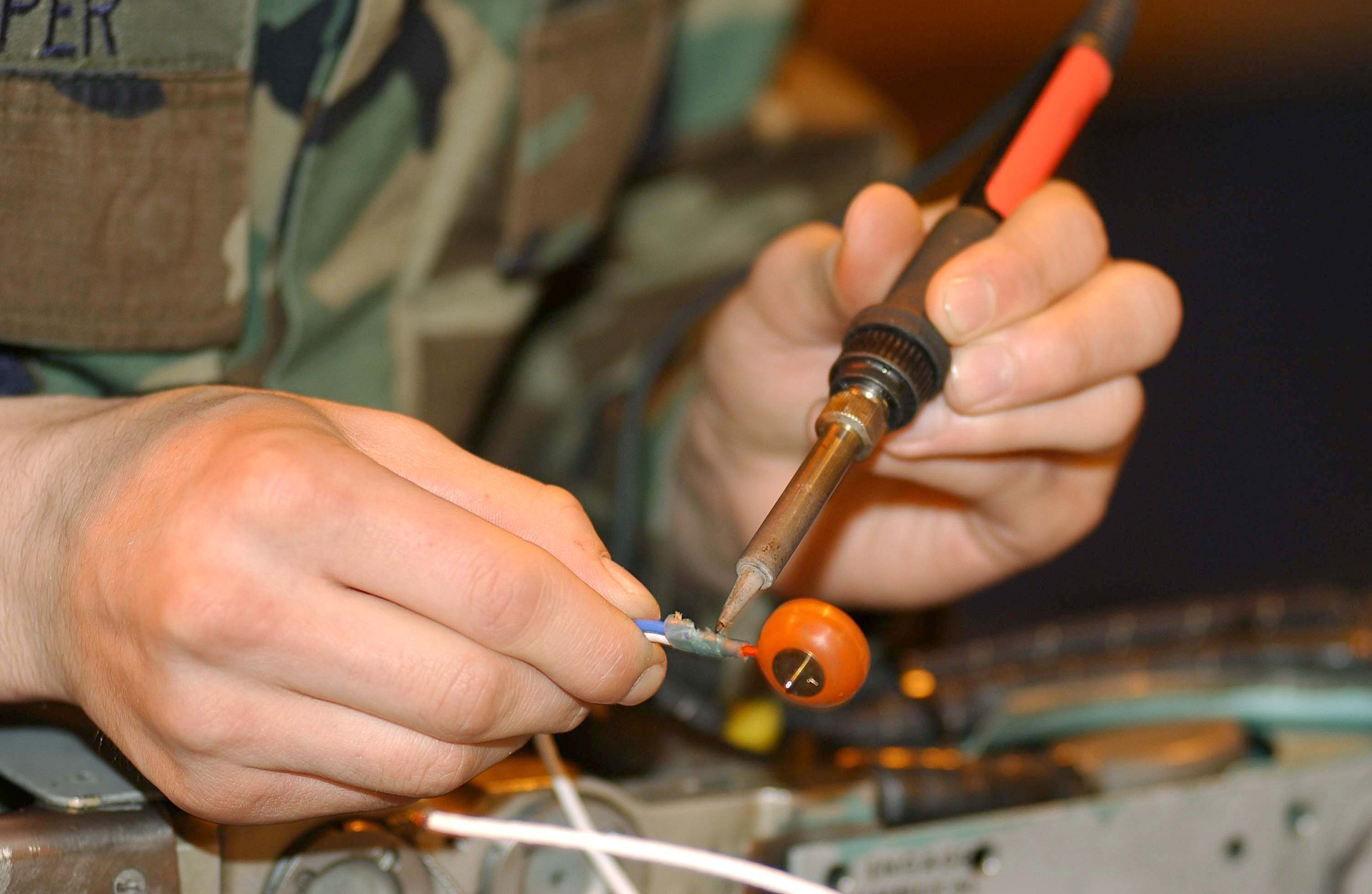
Dessoldant un cable

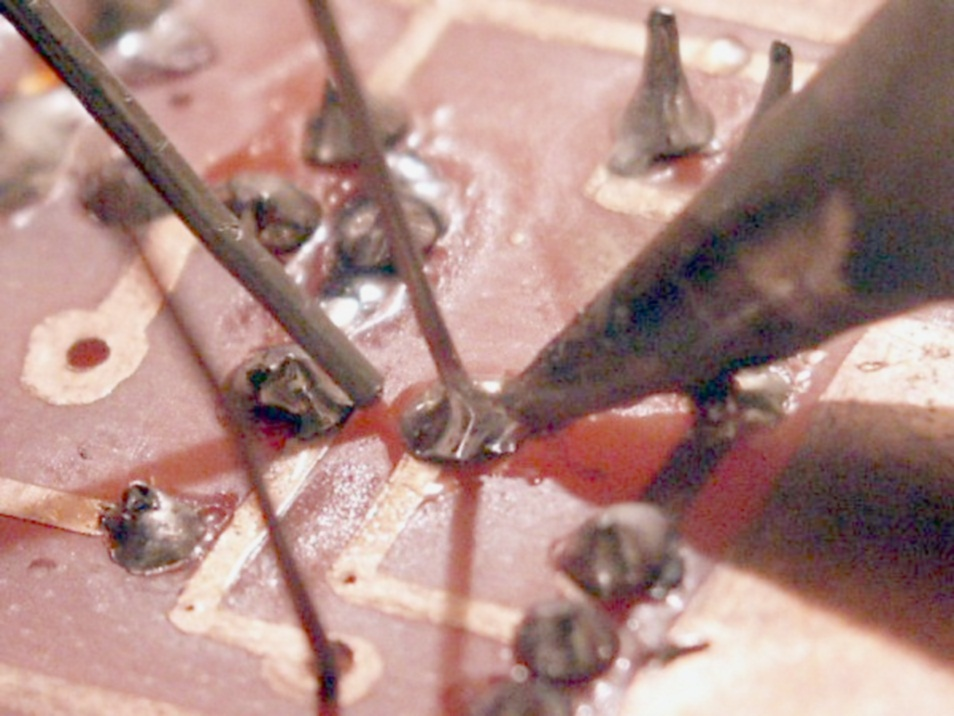
Soldador elèctric en ús

Un soldador elèctric o d'estany és una eina elèctrica que s'utilitza per a realitzar soldadura tova, és a dir, amb material que té una baixa temperatura de fusió (entre 300 °C i 450 °C,), com per exemple l'estany. El soldador té una punta de coure que s'escalfa amb una resistència elèctrica, que la manté a una temperatura constant. Pot tenir forma de martell, punta cònica, vareta cilíndrica o altres formes, en funció de l'ús a què estigui destinat

## Descripció

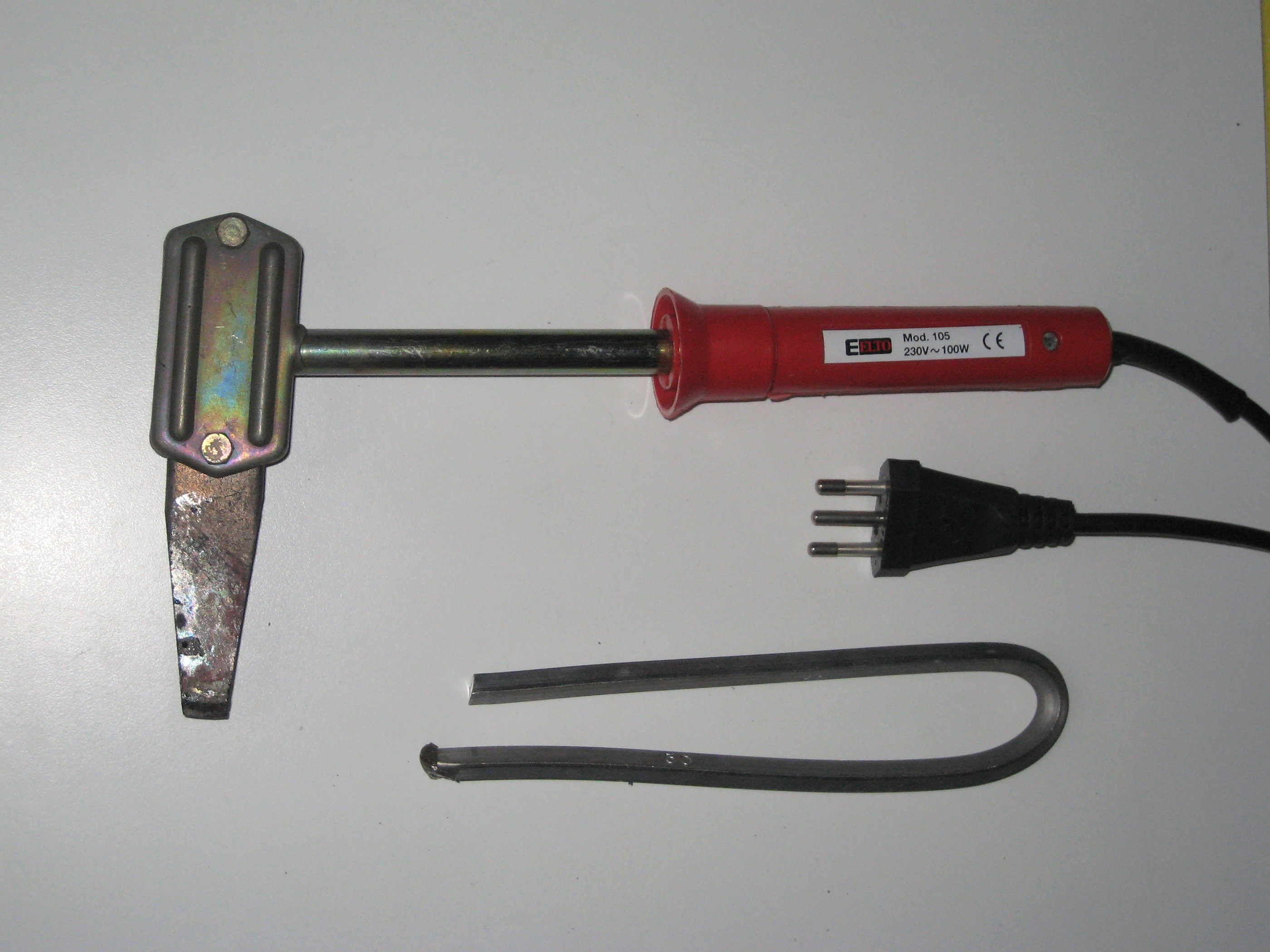
Soldador elèctric

Un soldador està compost per una punta metàl·lica escalfada i un mànec aïllat. L'escalfament s'aconsegueix sovint fent passar un corrent elèctric (subministrat a través d'un cable elèctric de la xarxa o d'una bateria) per una resistència calefactora. Els soldadors portàtils es poden escalfar mitjançant la combustió del gas emmagatzemat en un tanc petit, sovint utilitzant un escalfador catalític en lloc d'una flama. Els soldadors més senzills, poc utilitzats avui en dia, que en el passat eren simplement una peça de coure grossa amb un mànec, escalfada amb la flama d'un bufador de gas.
La soldadura es fon a aproximadament 185° C (365° F). Els soldadors estan dissenyats per assolir un interval de temperatura de 200° a 480° C (392° a 896° F).
Els soldadors s'utilitzen normalment per a la instal·lació, reparacions i treballs de producció limitats en el muntatge d'electrònica. Les línies de producció d'alt volum utilitzen altres mètodes de soldadura. Es poden utilitzar soldadors grans per soldar juntes d'objectes de xapa. Els usos menys habituals inclouen la pirografia (cremar dissenys a la fusta) i la soldadura de plàstic .

## Història

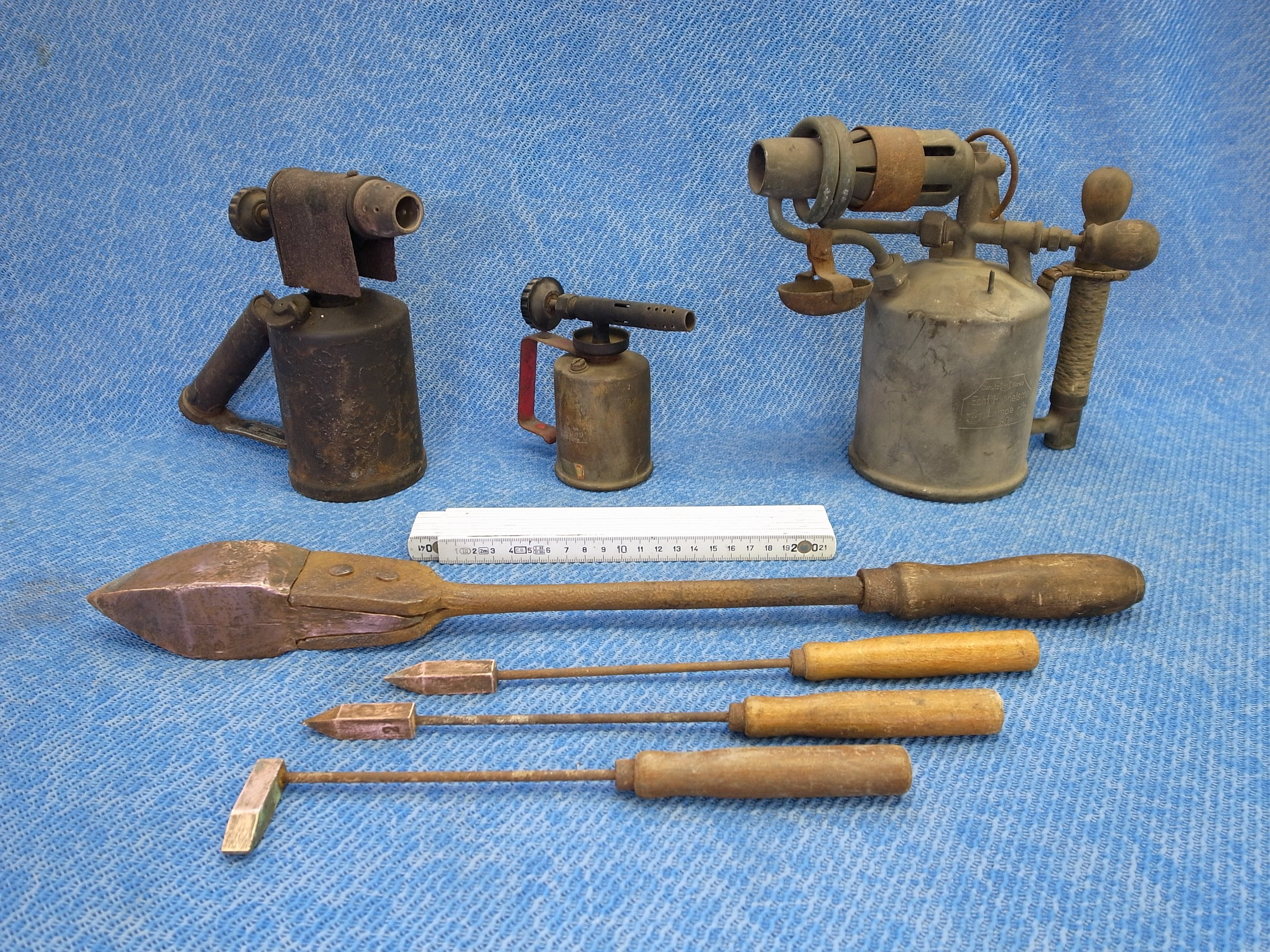
Soldadors històrics (davant) i bufadors (darrera)

Abans del desenvolupament dels soldadors elèctrics, el soldador típic consistia en un bloc de coure, amb un punt de forma adequada, recolzat sobre una vareta de ferro i subjectat en un mànec de fusta. Immediatament abans del seu ús, la planxa s'escalfava al foc o en un braser de carbó vegetal i s'havia de tornar a escalfar sempre que es fes massa fred per utilitzar-lo. Els soldadors eren utilitzats principalment pels llauners i els calderers per treballar amb xapa fina.
Es necessitava un bloc de coure gran per tenir una apacitat tèrmica suficient per poder proporcionar calor útil després de retirar-lo del foc, i el coure és car. Això va provocar el desenvolupament de soldadors que tenien una petita punta de coure unida a un bloc de ferro colat de baix cost. Alguns ferros fins i tot tenien puntes de coure extreure i canviar.
El primer soldador elèctric tenia una punta de platí molt lleugera escalfada pel corrent elèctric que circulava per la punta.El 1889, els soldadors elèctrics s'estaven desenvolupant amb un fil de resistència enrotllat al voltant de l'extrem posterior de la punta de coure i tancat en una carcassa protectora. Alternativament, l'element calefactor es podia posar dins d'una punta buida de coure relativament lleugera.
El 1894, la American Electrical Heater Company va començar a fabricar soldadors elèctrics a gran escala a Detroit. Van començar a produir-los poc després de American van llancés la seva línia de soldadors.vEl 1905, la Scientific American Magazine va publicar un tutorial sobre com fer un soldador que explica clarament com es feien aquests primers soldadors.
L'any 1921, una empresa alemanya fundada per Ernst Sachs va desenvolupar un soldador elèctric similar al de l'American Electrical Heater Company. El 1926, William Alferink va sol·licitar una patent i la va obtenir el 1928 per a la primera estació de soldadura.

## Factor de forma dels soldadors actuals

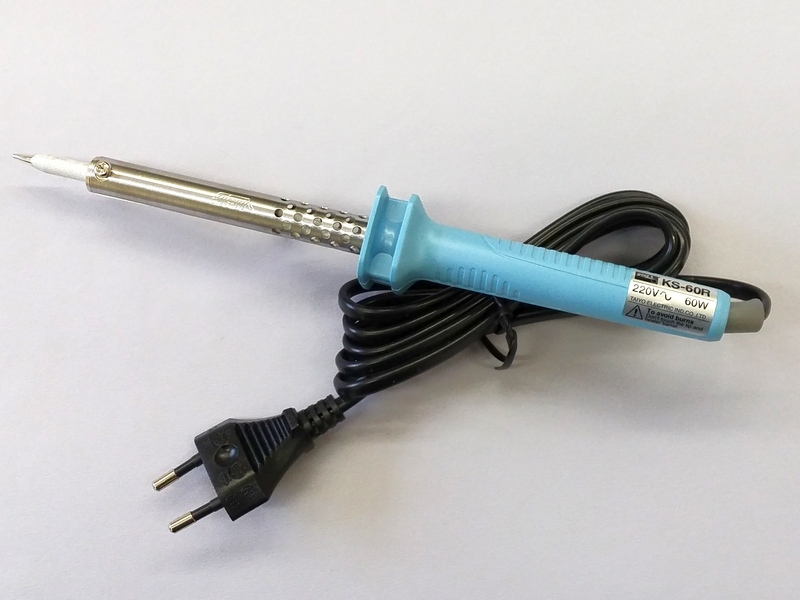
Soldador elèctric per a treballs electrònics

El 1946, Carl E. Weller va rebre una patent per a la seu soldador/pistola que podia escalfar-se a l'instant i va començar la producció del "Speedy Iron" a Pennsilvània. Es va fabricar a través de la Weller Manufacturing Company, i aquest producte va ser la primera pistola de soldadura tèrmica instantània. Pocs anys després, van llançar al mercat un soldador amb temperatura auto-ajustable.L'any 1951, l'empresa WEN Products va començar a fabricar el seu propi soldador tèrmic instantani. Després d'un judici de tres anys, Weller va guanyar per infracció de patent
El 1960 Weller va obtenir la patent del soldador "Magnastat", renovada el 1964 i el 1971. Aquest soldador podia controlar la temperatura mitjançant una punta magnètica sensible a la temperatura. El "Magnastat" es va convertir en un best-seller i es va incloure a l'estació de soldadura W-TCP el 1967. De fet dins de la patent com a descripció complementària defineix el que avui dia ha esdevingut el "de facto", valgui la redundància, "factor de forma de la gran majoria dels soldadors xinesos i japonesos actuals: Hako, Baku, etc.. La patent, ja caducada, que fins i tot Weller ha deixat d'emprar en alguns models, descrivia un tub exterior subjectant la punta de coure amb recobriment, collat amb una femella al mànec del soldador.
| « | ..Situat a l'extrem posterior remot del tub d'estirament 26, i subjectat a aquest per la brida perifèrica 27, hi ha una femella roscada 28 que es pot girar lliurement adaptada per ser roscada al voltant del pern de recepció de la femella 29 de la brida de la coberta 21 per atraure la punta 11 a l'enganxament adequat... | » |

## Tipus
Hi ha diferents tipus de soldadors elèctrics:

### Soldador senzill

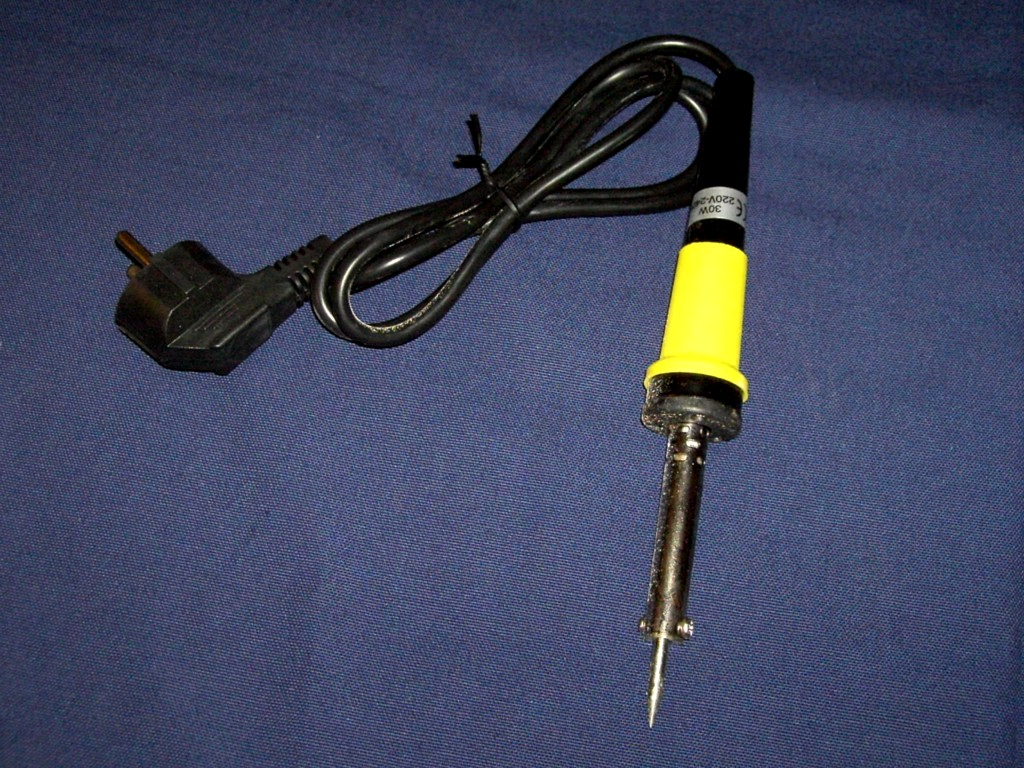
Soldador elèctric

Els soldadors de punta fina s'utilitzen principalment per a petits treballs de soldadura en electricitat i electrònica, mentre que els de punta gran s'utilitzen en altres treballs per a qualsevol soldadura en superfícies més grans. Per al treball elèctric i electrònic, s'utilitza una soldador de baixa potència, amb una potència nominal de 15 a 35 watts. els soldadors senzills funcionen a una temperatura incontrolada determinada per l'equilibri tèrmic, Per això hi ha potències més altes disponibles, que no funcionen a una temperatura més alta sinó que s'empren per tenir més calor disponible en fer connexions soldades a coses amb gran capacitat tèrmica, (per exemple, un xassís metàl·lic), ja que assoleixen una temperatura determinada per l'equilibri tèrmic, depenent de la potència aportada i del refredament de l'entorn i dels materials amb els quals entra en contacte. La temperatura del soldador baixarà en contacte amb una gran massa metàl·lica, així un soldador petit perdrà molta temperatura al soldar una peça gran. Per aquest motiu hi ha disponibles soldadors amb una potència més gran per poder soldar peces amb gran capacitat tèrmica, o també hi ha alguns soldadors de temperatura controlada que funcionen a una temperatura fixa normalment muntats en una estació de soldadura.

### Soldador de temperatura controlada

Construcció d'una punta de soldador amb un element calefactor intern

Els soldadors més avançats utilitzats en electrònica empren algun tipus de sensor de temperatura i un mètode de control de temperatura per mantenir la temperatura de la punta constant; així hi ha més energia disponible. Els soldadors de temperatura controlada per poden ser autònoms o poden incloure un capçal amb element de calefacció i punta, controlat per una base anomenada estació de soldadura, amb circuit de control i ajust de temperatura i, de vegades, una pantalla indicant els graus.
S'utilitzen diversos sistemes de control.
- El més senzill és un control de potència variable, com un atenuador de llum, que canvia la temperatura d'equilibri del soldador sense mesurar ni regular la temperatura d'una forma automàtica.
- Un altre tipus de sistema utilitza un termòstat, sovint dins de la punta de la soldador, que encén i apaga automàticament l'element. Es pot utilitzar un sensor tèrmic com un termoparell juntament amb circuits per controlar la temperatura de la punta i ajustar la potència subministrada a l'element calefactor per mantenir la temperatura desitjada.[15][18] En alguns models, el firmware per als circuits de control és un programari lliure que pot ser modificat per l'usuari final.[19][20][21]
- Un tercer enfocament és utilitzar puntes de soldadura magnetitzades que perden les seves propietats magnètiques a una temperatura específica, el punt de Curie. Mentre la punta sigui magnètica, tanca un interruptor per subministrar energia a l'element calefactor. Quan supera una temperatura determinada obre els contactes, refredant-se fins que la temperatura baixa prou com per restablir la magnetització. Els soldadors de punt Curie més complexos fan circular un corrent altern d'alta freqüència per la punta, utilitzant les propietats magnètiques per dirigir l'escalfament només allà on la superfície de la punta cau per sota del punt Curie.[22]

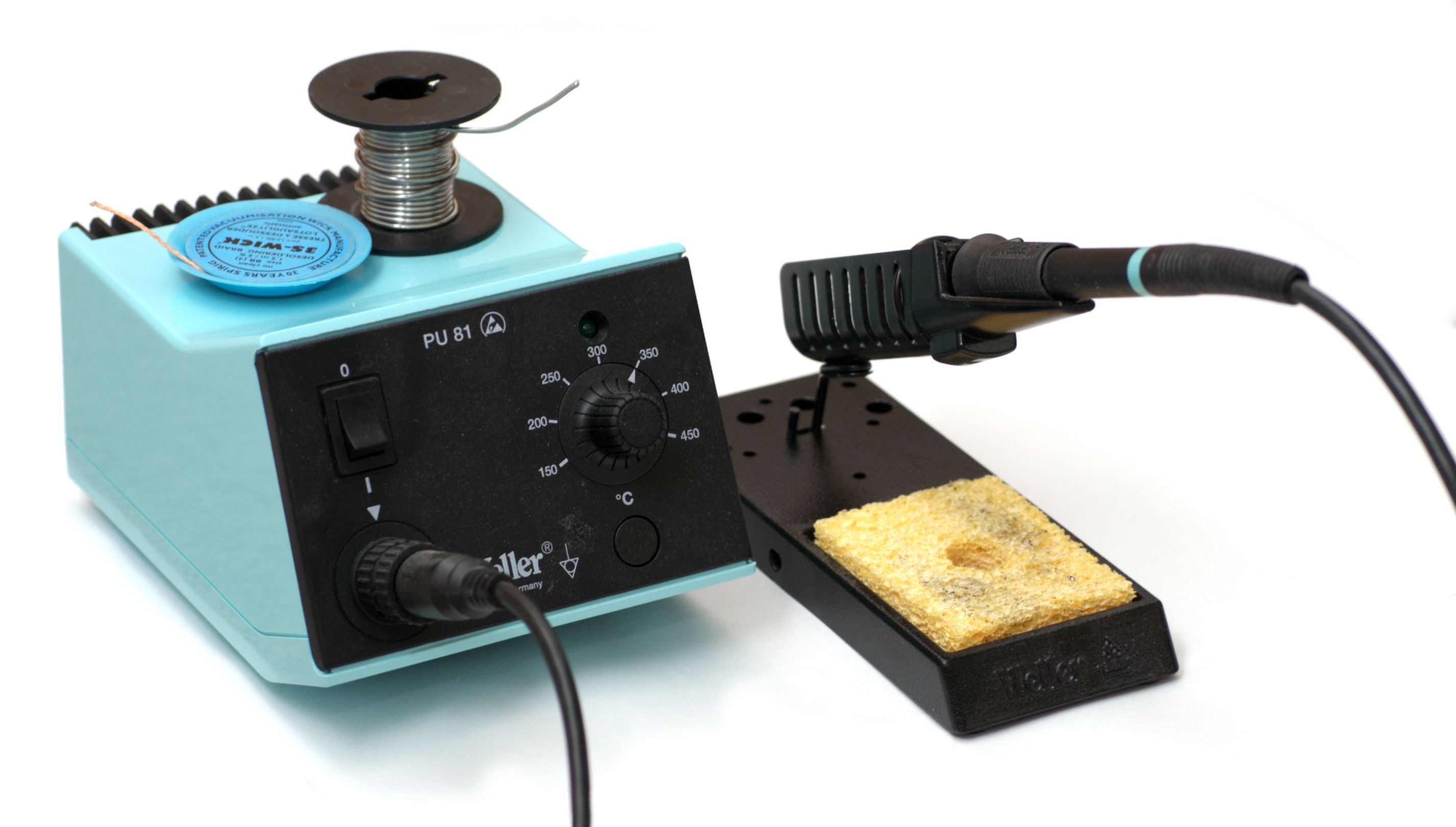
Estació de soldadura amb temperatura controlada

### Estació de soldadura
Una estació de soldadura té un control de temperatura i consisteix en una font d'alimentació elèctrica, circuits de control que permeten ajustar la temperatura amb visualitzador per a l'usuari i un soldador o capçal de soldadura amb un sensor de temperatura de punta. Normalment, l'estació té un suport pel soldador quan no s'utilitza i està calent i una esponja mullada per netejar-lo. S'utilitza habitualment per soldar components electrònics.
Es poden combinar altres funcions; per exemple, una estació de reelaboració, principalment per a components de muntatge superficial, pot tenir una pistola d'aire calent, una bomba de buit i un cap de soldadura; una estació de desoldadura tindrà per poder desoldar, un capçal xuclador amb forat passant, una bomba de buit i un soldador de components .

### Pinces de soldar

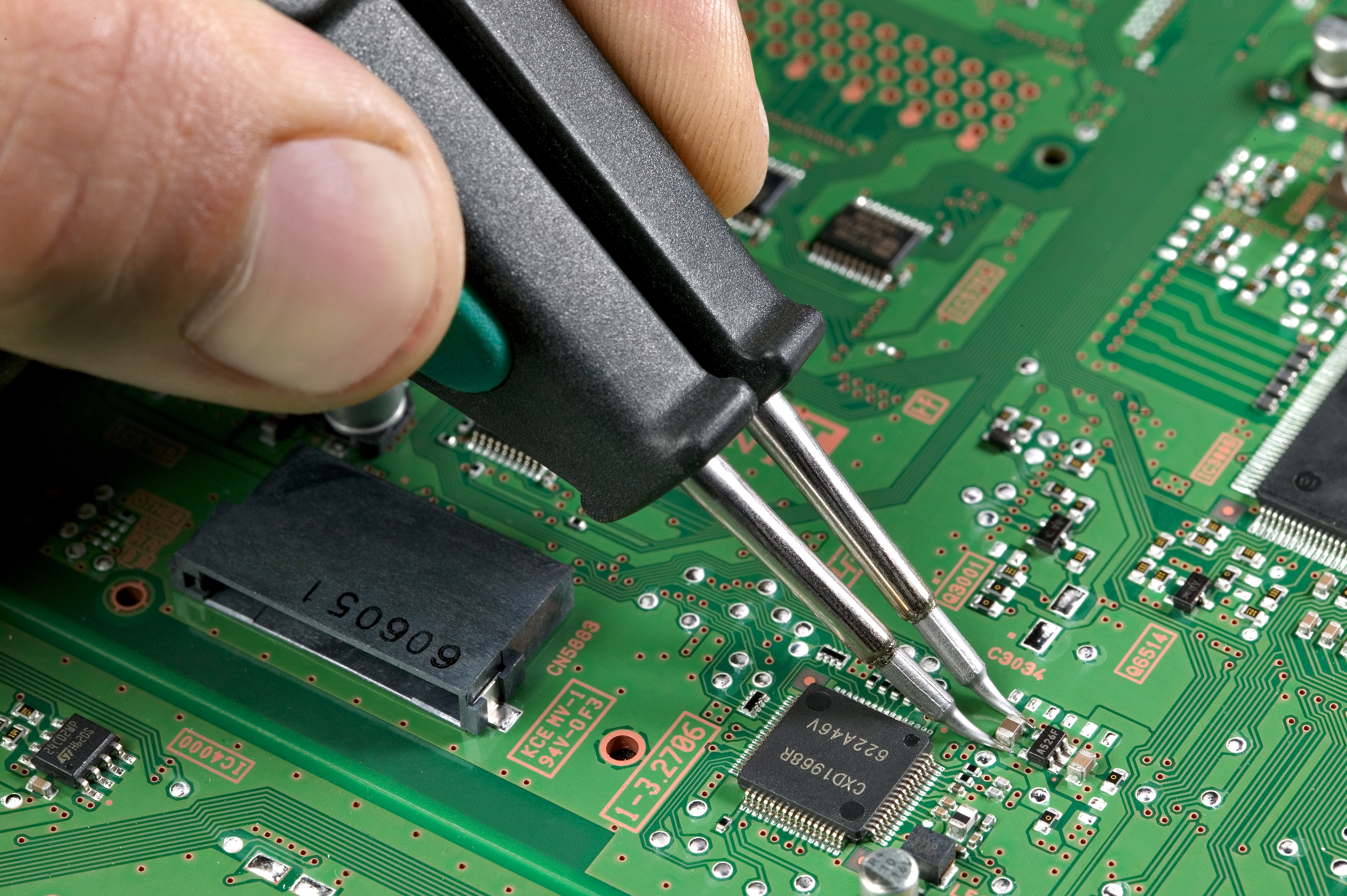
Pinces de soldar en ús

Per soldar i dessoldar petits components de muntatge superficial amb dos terminals, com ara alguns enllaços, resistències, condensadors i díodes, es poden utilitzar pinces de soldar; poden ser autònomes o controlats des d'una estació de soldadura. Les pinces tenen dues puntes escalfades muntades en dos braços, la separació dels quals es pot variar manualment estrenyent suaument contra la força duna molla, com les pinces simples; les puntes s'apliquen als dos extrems del component. El propòsit principal de les pinces de soldar és fondre la soldadura al lloc correcte; els components solen desplaçar-se mitjançant pinces simples o on xuclador al buit.

### Soldador Instantani
Té la forma típica pistola, amb la característica que la seva punta s'escalfa molt ràpidament, en pressionar el botó, i només cal deixar-lo anar perquè es refredi.

### Soldador sense fil

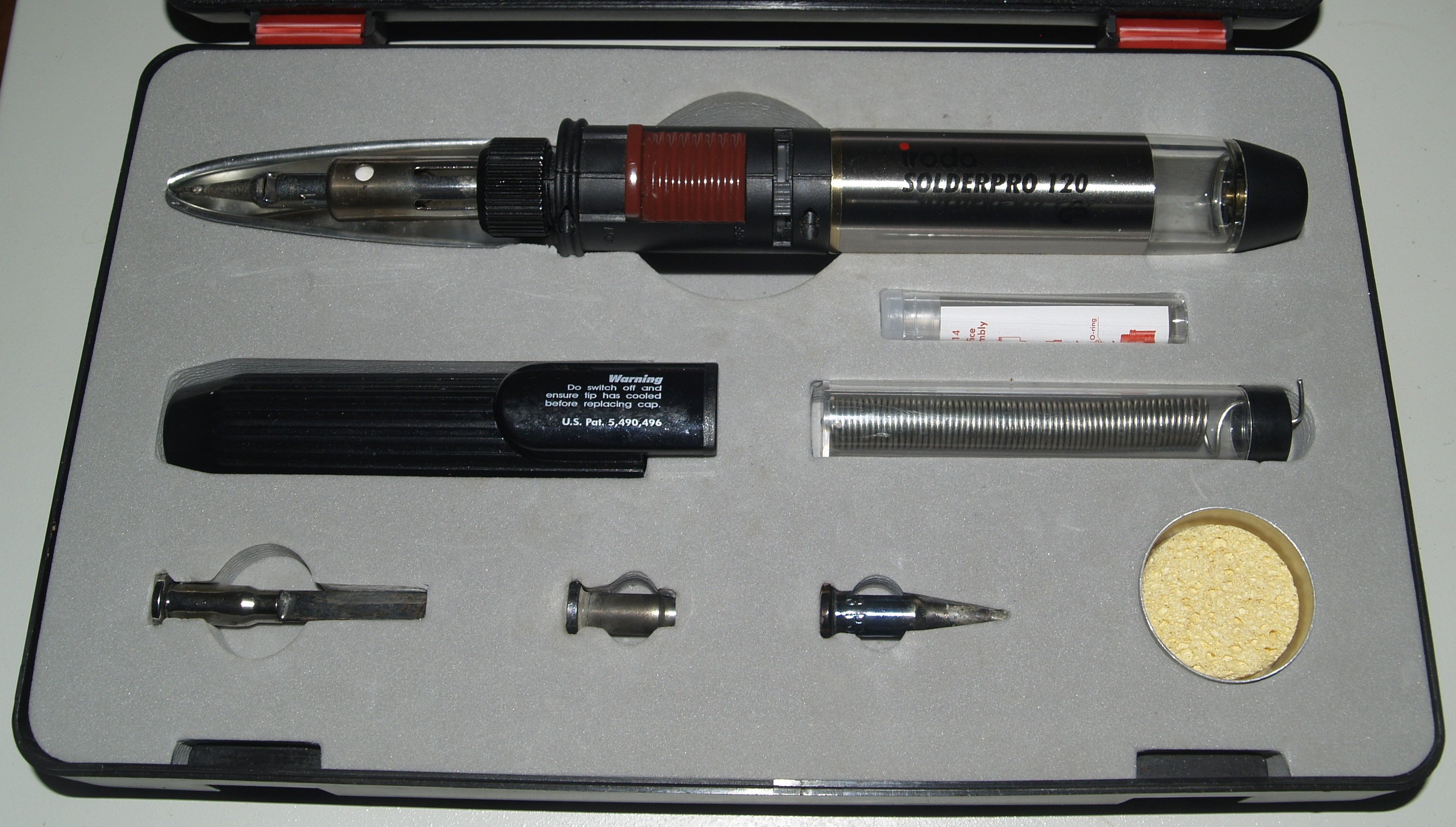
Un soldador "gas-fired"

Es poden utilitzar soldadors petits escalfats per una bateria o per combustió d'un gas com el butà en un petit dipòsit autònom quan no hi ha electricitat o cal un funcionament sense fil. La temperatura de funcionament d'aquests soldadors no es regula directament; els soldadors de gas poden canviar la potència ajustant el flux de gas. Els soldadors de gas poden tenir puntes intercanviables que inclouen puntes de soldadura de diferents mides, ganivet calent per tallar plàstics, bufador en miniatura amb flama calenta i bufador d'aire calent petit per a aplicacions com per encongir tubs termoretràctils .

### Ganivet calent
Un ganivet calent és una forma de soldador equipat amb una fulla de doble tall que es troba sobre un element calefactor. Aquestes eines poden assolir temperatures de fins a 1.000 graus Fahrenheit (538 graus centígrads), cosa que permet tallar materials de tela i escuma sense preocupar-se pel desgastar. Els ganivets calents es poden utilitzar en aplicacions d'automoció, nàutica i catifes, així com en altres usos industrials i personals.

## Descàrrega electroestàtica
No tots els soldadors són a prova d'ESD.
Tot i que els models d'alimentació de la xarxa d'alguns fabricants els construeixen amb l'eix de l'element (i, per tant, la punta) connectat elèctricament a terra mitjançant el cable de la xarxa, la majoria d'altres models poden flotar amb tensions arbitràries tret que s'utilitzi un cable de terra addicional.

## Galeria

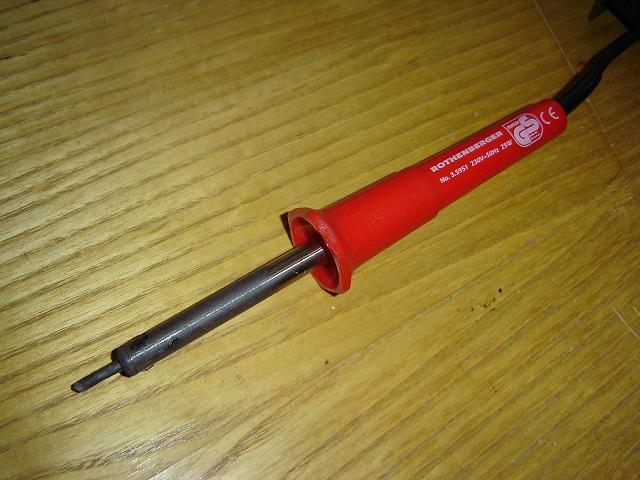
Soldador de llapis
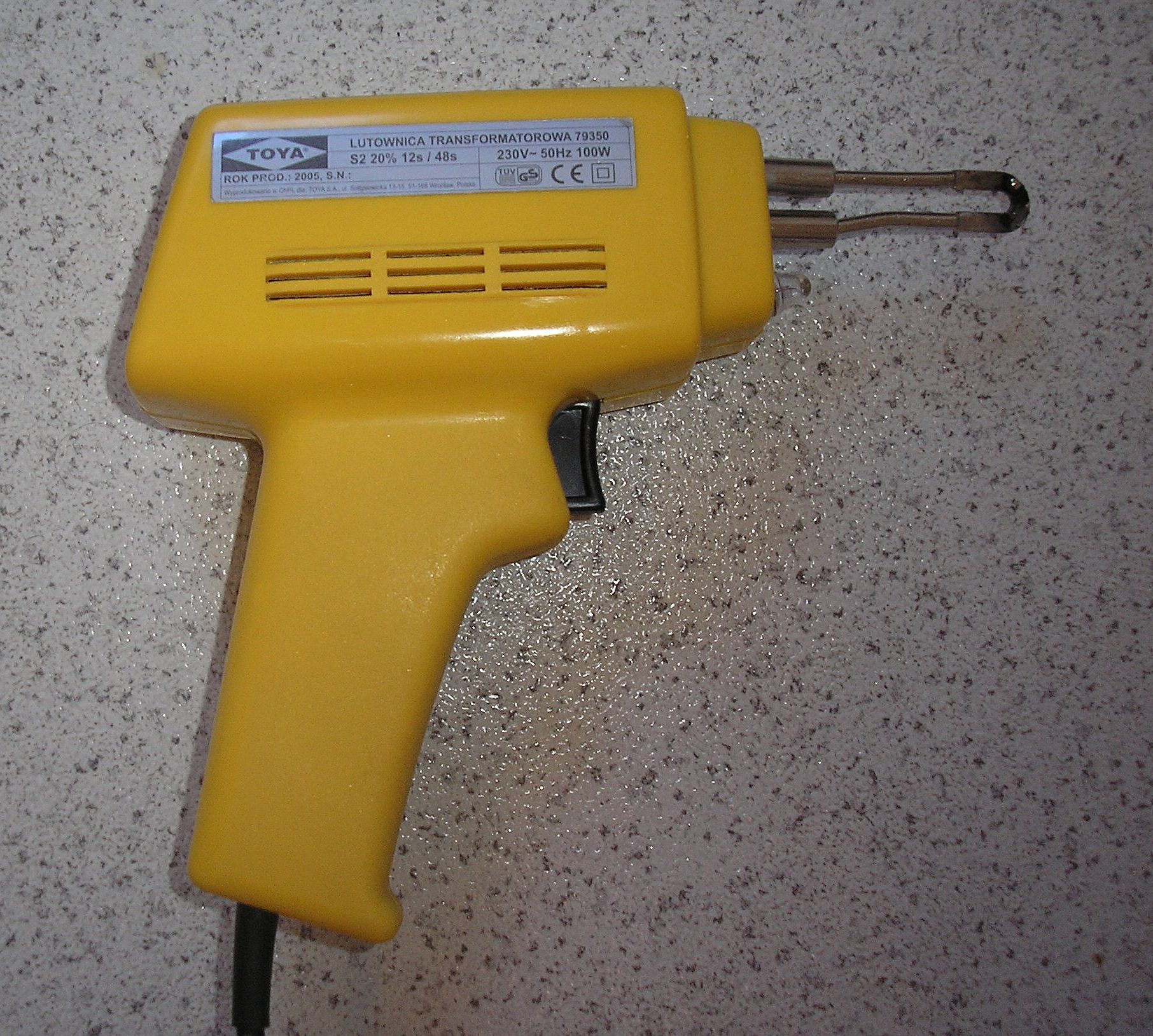
Soldador de pistola
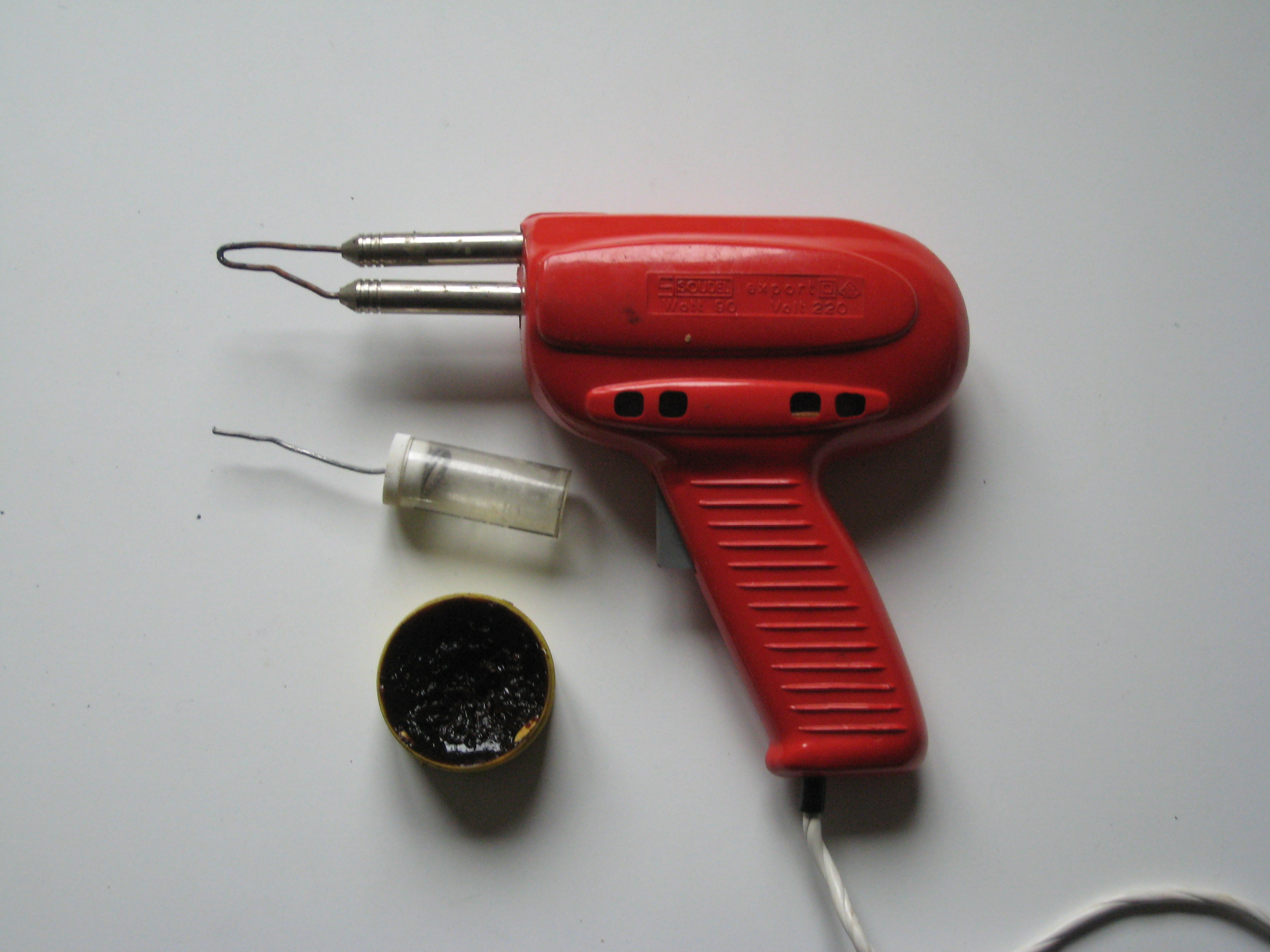
Soldador instantani